# おのののか
おの ののか（Nonoka Ono、1991年〈平成3年〉12月13日 - ）は、日本のタレントで元グラビアアイドルである。出生名は宮田 真理愛（みやた まりあ）で、東京都の出身である。芸能事務所プラチナムプロダクションに所属する。夫は競泳選手の塩浦慎理。

## 略歴
文京区立第一中学校を経て、日本大学第二高等学校を卒業 する。フィジー共和国にある英語専門学校Free Bird Instituteに2か月間在籍したが修了はしていない、とラジオ番組でのべた。
2012年、菜々緒・小倉優子に憧れて プラチナムプロダクションに所属し芸能活動開始。成人式出席時の写真を履歴書に同封して送り、所属にこぎつけた。
2013年、SUPER GT「ZENT sweeties」の一員としてレースクイーン活動を行う。
2014年、東京オートサロンイメージガール「A-class」を務める。その後はレースクイーンの仕事を行わずタレント業に専念するようになる。
2015年、『呪怨 -ザ・ファイナル-』で映画初出演。
2020年9月9日、水泳選手の塩浦慎理と結婚したことを文書で公表した。
2021年5月27日、第1子を妊娠していることを発表。10月29日、第1子女児を出産したことをSNSで報告。

## 人物
- 3歳上の兄と5歳下の妹がいる[17]。部活は、小学3年から高校時代までバスケットボール部だった[6][18]。
- 2012年9月、菜々緒が出演したユニクロのプレス発表会にモデルとして参加した[19]。
- 芸名は憧れの菜々緒のように同じ字が並ぶように『ののか』とし、『おの』は事務所の人に付けられた[6]。当初は小野 ののか名義で活動していたこともあった[注 1]が、程なくして平仮名表記に定着した。
- 最高裁判所が「(選択的)夫婦別姓を認めないという民法の規定は合憲」との判決を出した事に関し、「絶対同姓がいい」「好きな人と同じ名字になりたいし、結婚は一生に1回のものだと思っているので」と発言した[21]。

### エピソード
タレント活動の傍ら、東京ドームでビールの売り子のアルバイトをしていた。その時、1日400杯売り上げたこともある。当時は1日3時間勤務で週3日働いて月収30万円ほどだったという。この経歴から東京スポーツに「美人すぎるビール売り子」と報じられている。
2014年1月29日から、元衆議院議員の杉村太蔵の推薦で、『楽天でんわ』のPR大使 を務めた。

### 受賞歴
- ネイルクイーン 2015・バラエティ部門（2015年）[26]
- ベストカラアゲニスト 女性タレント部門（2017年）

## 作品

### CDシングル
- TOKYO AUTOSALON 2014 presents EVOLUTION #10（avex trax） - オートサロン会場限定発売。
  - Jumpin'
  - Someone Over The Rainbow

### 映像作品
- ののまみれ（2013年10月25日、リバプール）[27]
- Beach Angels おのののか in マナ島（2014年5月30日、バップ）[28]

### 書籍
- 写真集『ぜんぶうそみたい。』（2015年12月11日、東京ニュース通信社）[29]

## 出演

### レースクイーン、イメージガール
- SUPER GT「ARTA サマンサアテンダント」（2012年）
- SUPER GT「ZENT sweeties」（2013年）
- 在京スポーツ紙6社合同ユニット「スクープ!?」スポーツニッポン担当（2013年 - 2015年4月）
- 東京オートサロンイメージガール「A-class」（2014年）

### テレビ
レギュラー
- 〜裏ネタワイド〜 DEEPナイト（2014年4月17日 - 9月25日、テレビ東京）週代わりMC
- 一夜づけ（2013年4月 - 2014年3月、テレビ東京）
- 世界入りにくい居酒屋（2014年 - 2018年、NHK BSプレミアム）不定期出演MC
- FUJIYAMA FIGHT CLUB（2015年10月 - 、フジテレビ）[30]
- 旅ずきんちゃん 〜全日本のほほ〜ん女子会〜（ - 2018年3月、CBC、不定期出演）
- BS12 水曜バスケ!（2018年10月10日 - 、BS12トゥエルビ）[31]

その他
- ゴッドタン  (テレビ東京)
- 有吉反省会（日本テレビ）
- ノブナガ（CBC）
- サンデージャポン（TBS、不定期出演）
- 着信御礼!ケータイ大喜利（NHK）
- 午前零時の岡村隆史（TBS）
- もしものシミュレーションバラエティー お試しかっ!（テレビ朝日）
- JKP〜美女12人生存競争（2014年4月1日、日本テレビ）
- クイズ30〜団結せよ!〜（フジテレビ）
- シルシルミシルさんデー特別版　芸能界もしもアワード　びっくりぃむ2014（テレビ朝日）
- ぐるぐるナインティナイン（日本テレビ）
- オサレもん（2014年10月15日 - 29日、フジテレビ系列）
- run for money 逃走中（2015年7月19日・11月29日、フジテレビ）2015年7月19日の回で逃走成功賞金156万円を獲得
- 有吉の夏休み2015密着100時間inハワイFINAL（2015年9月19日、フジテレビ）
- おとな旅あるき旅（テレビ大阪）
- DayDay.（日本テレビ、不定期出演）

### テレビドラマ
- ホワイト・ラボ〜警視庁特別科学捜査班〜 第7話（2014年5月26日、TBS） - 橋本あかね 役
- ナースのお仕事 再会編（2014年11月1日、フジテレビ[32]） - 村上佳菜美 役
- 敏感探偵ジャスミン（2015年3月21日、3月28日、ABCテレビ） -  新人エリート刑事 鳥羽ヨウコ 役
- 37.5℃の涙 第6話・7話（2015年8月13日 - 20日、TBS） - 清田七海 役[33]
- 土曜ワイド劇場『新・ヤメ検の女6』（2015年11月7日、ABCテレビ） - 嶋村美久 役
- 連続テレビ小説 とと姉ちゃん 第37話・44話（2016年5月16日・24日、NHK） - 後藤 役
- そして、誰もいなくなった（2016年7月 - 9月、日本テレビ） - 西野弥生 役
- 三人兄弟2（2016年10月 - 12月 、メ〜テレ） - 氷川真珠 役
- リテイク 時をかける想い（2016年12月 - 2017年1月、東海テレビ） - 大西史子 役
- こんにちは、女優の相楽樹です。 第2話（2017年3月13日、テレビ東京）
- 金曜ロードSHOW!特別ドラマ企画『北風と太陽の法廷』（2017年3月17日、日本テレビ） - 岡野由香利 役
- 僕たちがやりました 第4話（2017年8月8日、関西テレビ） - うらら 役
- 居酒屋ふじ 第7話（2017年8月20日、テレビ東京） - 本人 役
- アイドル×戦士ミラクルちゅーんず! 第45話（2018年2月4日、テレビ東京） - 馬井チヨコ 役
- 月曜名作劇場『警視庁南平班〜七人の刑事〜11』（2018年10月29日、TBS） - 飯倉杏奈 役
- ザ・リアリティ・ショー～突然コマーシャルドラマ2～（2019年4月20日、フジテレビ） - 夏目葵 役[34]
- 刑事ゼロ スペシャル（2019年9月15日、テレビ朝日） - 明石舞衣 役
- 江戸前の旬 season2 第7貫・8貫（2019年12月8日・15日、テレビ大阪・BSテレ東） - 田口咲 役[35][36][37]
- 刑事アフター5（2020年10月1日、テレビ朝日）- 吉木さやか 役
- 何かおかしい 第1話（2022年6月1日、テレビ東京）- 本人 役

### 映画
- エイプリルフールズ（2015年4月1日、東宝） - 耳に違和感を感じる女 役
- 呪怨 -ザ・ファイナル-（2015年6月20日、ショウゲート） - 長谷川怜央 役[38]
- がっこうぐらし!（2019年1月25日、REGENTS） - 佐倉慈 役[39][40]
- Bの戦場（2019年3月15日、KATSU-do）

### 配信ドラマ
- がっこう××× 〜もうひとつのがっこうぐらし!〜（2019年1月16日配信開始、Amazonプライム・ビデオ） - 佐倉慈 役[注 3][41]
- フォローされたら終わり（2019年10月27日 - 12月15日、AbemaTV） - 姫野先生 役

### ウェブテレビ
- Kissうぃ〜ね！（2016年4月14日 - 11月10日、AbemaTV） - MC※週替わり
- 必殺!バカリズム地獄（2018年6月8日、AbemaTV）

### テレビアニメ
- 地獄少女 宵伽（2017年7月29日） - 長田亜里奈 役[42]

### ラジオ
レギュラー
- アッパレやってまーす! 火曜日（2014年4月1日 - 2015年3月24日、MBSラジオ）
- ねるまえのまえ 月・火曜日（2020年1月6日 - 2020年3月26日、 TOKYO FM）
- OH!おのののか（2020年4月1日 - 2021年9月29日、 FM FUJI）

ゲスト出演
- HELLO WORLD（2014年7月3日、J-WAVE）ビール女子特集

### CM
- 餃子の王将
- ソフト99「スムースエッグ マイクロホイップ」
- モンデリーズ・ジャパン「ストライド」
- 角川ゲームス「ダービースタリオンGOLD」
- ブリーズライト 「ひつじののか」（いい夢ムービー）
- アデランス「ヘア育毛プロジェクト」 中山雅史との共演
- メディアアクティブ「野球場NAVI」2015年4月28日より京セラドーム大阪内バックスクリーン放映
- ゼリア新薬「新ウィズワン」（2015年）
- 冬スポ!! WINTER SPORTS FESTA（2015 - 2018年度）
- 白元アース「バスラボの歌」
- RSUPPORT RemoteView「月からテレワーク：セキュリティ万全篇」[43]「月からテレワーク：導入簡単篇」[44]「月からテレワーク篇」[45]（2021年）[46]

### MV
- 栞菜智世「Blue Star」

### グラビア活動
- 週刊ヤングジャンプ（2014年NO.2,12）
- 週刊プレイボーイ
- 週刊SPA!（2014年8月）
- 週刊実話
- EYESCREAM 2014年3月号
- BLACK BOX
- スクーターチャンプ 2014
- EX大衆
- 週刊現代 2014年3月号
- GALS PARADISE
- BOMB 2014年4月号
- MAMOR 2014年8月号 - 防衛医大を訪問し、同校の制服を着用し撮影、表紙と巻頭グラビアを飾る。

### コラム
- with『おのののかの“なりたい自分“の作り方』（2021年4月 - 、講談社）[47]

### イベント
- TGRF2012　[トヨタ ガズーレーシング フェスティバル2012]
- TGRF2013　[トヨタ ガズーレーシング フェスティバル2013]
- 東京オートサロン（2014年1月）
- 福岡カスタムカーショー（2014年2月）
- ダイヤモンドグローブスペシャル ラウンドガール（2014年9月5日）
- GirlsAward 2014A/W[48]、2015S/S[49]、2015A/W[50]
- 東京ゲームショウ パオン・ディーピーブースで『ベーモンキングダム』シェイルのコスプレを披露（2015年9月17日）